# Split Mirrors
Gli Split Mirrors sono un gruppo musicale tedesco synthie-pop originario di Münster in Westfalia e fondato nel 1985. Il gruppo ha raggiunto la notorietà internazionale grazie a brani quali The Right Time e Voices.

## Storia della band

### L'inizio
Achim Jaspert e Andy Cay formarono gli specchi divisi nel 1985 durante una riunione in uno spazio di prove a Münster. Jaspert ha portato in esperienze di batteria, che ha acquisito durante il suo soggiorno in India, mentre Cay era già un cantante negli Stati Uniti. Peter Delain ha completato la band come tastierista . Scrivevano le loro prime canzoni e registrarono i seguenti EP: "The Right Time" (Extended Version) e "Voices" (Extended Version). Dopo aver debuttato il loro singolo "The Right Time"  (Let´s go crazy mix) hanno avuto concerti in patria e all'estero. Nel 1993 è stato rilasciato l'album "1999".

### Studio e Attrezzature Tecniche
Hanno avviato il proprio studio di registrazione per poter lavorare ogni volta che lo desiderano. Una sala insonorizzata consentiva registrazioni di sorgenti analogiche come la voce o il sassofono. I sintetizzatori che erano disponibili a quel tempo, avevano già una connessione Midi e erano collegati a computer della serie Atari ST  che avevano anche connettori Midi. Questo ha permesso loro di registrare le melodie digitali e di modificarle in seguito. SMPTE ha permesso di collegare vocali o altre registrazioni analogiche con strumenti MIDI e quindi poter modificare e programmare le parti digitali. L'Atari Falcon aveva un chip DSP e offriva la registrazione su disco rigido. Attraverso questo è stato possibile modificare anche i suoni analogici. La rivoluzione  delle tecniche di registrazione digitale ha permesso loro di utilizzare le stesse tecniche del loro studio che normalmente si trovano solo in studi professionali.

### Collaborazione con i Münster
Molti artisti della scena di Münster hanno suonato e registrato la loro musica, come WestBam, Frank Mertens di Alphaville, Dr. Ring-Ding, Törner Stier, Bawa Abudu, Ulrich Hesselkamp, Doc Heyne e Simon Cay. C'erano musicisti di molti generi diversi come Rock, Reggae, Synth pop, Schlager tedesco, Hip hop, Rap o Rave. Alcuni di loro hanno anche partecipato a canzoni di Split Mirrors.

### Lavorare per gli altri
Collaborare con altri artisti è diventato uno dei loro principali lavori. Hanno composto, scritto canzoni o producono brani per artisti come Marani, Mike Bauhaus, Andreas Martin e Wolfgang Petry. Questi artisti hanno venduto più di 5 milioni di record e hanno ricevuto molti premi oro e platino. Hanno prodotto canzoni per la band rock tedesca Audiosmog con l'ex presentatore VIVA Tobias Schlegel come cantante ospite. Nel 2001 hanno registrato una versione cover di "Daylight in Your Eyes", eseguita originariamente da No Angels . Questa canzone è salita al numero 36 nel Media-Control-Charts. Dopo di che, hanno seguito il singolo "When Will I Be Famous  (originariamente eseguito da Bros") e l'album "Top of Rocks" che presentavano versioni cover di famosi hit.

### Rinominare le proprie canzoni
Hanno iniziato a fare una serie di remix da alcune delle loro canzoni più vecchie. Le nuove versioni sono state rilasciate come EP, ad es. "Freestyle 1999" e "Voices Freestyle". Insieme al nuovo membro del gruppo Henry Flex su tastiere hanno registrato un album chiamato "In London" all'inizio del 2007, da cui hanno accoppiato il PE "Split Mirrors Freestyle". Nel gennaio 2011 hanno pubblicato l'album "From the Beginning". Su questo album ci sono per lo più canzoni precedentemente inedite dagli anni iniziali nello stile di quegli anni. Ci sono anche alcune canzoni nuove sull'album su cui partecipò il cantante cinese Fan Jiang.

### Remix moderni
Attraverso l'implementazione di elementi provenienti da Electro- and Deep house, sono stati remixati in collaborazione con i DJ internazionali dei titoli di synthypop degli anni '80 come "The Right Time" e "Voices".
Altri artisti hanno anche voluto i titoli in questo stile fresco come DJ Adam van Hammer e cantante Kitsu con le canzoni "Like Ice in the Sunshine" e "Dolce Vita". Inoltre la band Bad Boys Blue con "You're a Woman" e cantante Fancy con "Slice Me Nice".
Nel dicembre 2016 DJ Adamski, Henry Flex e Achim Jaspert hanno rilasciato il dottor Rave - "It’s Time to Rave – Again". È stato l'inno ufficiale dell'evento "90ies Rave Berlin", che si è tenuto l'11 marzo 2017. C'erano artisti come Marusha, Kai Tracid, Jam & Spoon, Red 5, DJ Quicksilver, Bounce di Brooklyn, Dune, Future Breeze e Da Hool che esegue l'evento.
Il 31 marzo 2017 hanno rilasciato un'altra ristampa ufficiale di una canzone di culto degli anni '80. ("HYPNOTIC TANGO" di My Mine 1984). My Mine era una band pop-band italiana con tre membri. Hanno inventato il genere di Italo disco rilasciando il singolo "Hypnotic Tango", prodotto da Split Mirrors per DAS ROSS IM RADIO. È stato rilasciato come R.O.S.S. feat. KITSU & Adam van Hammer.
Dopo di che gli specchi divisi produssero Adam van Hammer feat. Valerie "Self Control". È stato rilasciato il 26 maggio come rilascio ufficiale del culto colpito dagli anni '80. "Self Control" è stato uno dei primi dieci hit internazionali nella versione di Laura Branigan e nella versione di Raffaele Riefoli.
Hanno già finito il loro lavoro sul prossimo progetto. Henry Flex e Achim Jaspert: Split Mirrors & Friends Contiene remix di alcune delle loro canzoni preferite degli anni '80. È un album con colpi di artisti con cui sono amati come Camouflage, Fancy o Bad Boys Blue. Potete trovare i classici hits come "Self Control " su questo album così come il "Great Commandment" eseguito nel famoso suono Italo Disco / Discofox dello Specchi Split.

## Discografia

### Albums
- 1993: 1999
- 2007: In London
- 2011: From The Beginning
- 2017: Split Mirrors and Friends

### Singles & EPs
- 1987: The Right Time (Extended version)
- 1987: Voices (Extended version)
- 1987: The Right Time (Let’s go crazy mix)
- 1999: 1999 Maxi (Freestyle)
- 2000: Voices Maxi (Freestyle)